# François Gaucher
 (avril 2025).
Si vous disposez d'ouvrages ou d'articles de référence ou si vous connaissez des sites web de qualité traitant du thème abordé ici, merci de compléter l'article en donnant les références utiles à sa vérifiabilité et en les liant à la section « Notes et références ».
François Henri Louis Gaucher, né le 5 juin 1910 à Bourges et mort le 4 janvier 1990 à Madrid, est un avocat, homme politique et militaire français.
D'abord membre de la Ligue d'action universitaire républicaine et socialiste (LAURS) puis des Etudiants socialistes, il adhère à la Section française de l'Internationale ouvrière (SFIO) avant de rejoindre, en 1933, le Parti socialiste de France-Union Jean Jaurès (PSDN), parti néosocialiste fondé par les dissidents Marcel Déat, Barthélemy Montagnon, etc. dont il devient le secrétaire général. En 1936, il adhère, dès sa création, au Parti populaire français (PPF) fondé par Jacques Doriot. Pendant la guerre, il adhère pleinement à la Collaboration. Il est d'abord chef de cabinet de Paul Marion, secrétaire général à l’Information et à la propagande du régime de Vichy puis de Jacques Benoist-Méchin. Par la suite, il rejoint le Service d'ordre légionnaire (SOL) ainsi que la Légion des volontaires français contre le bolchevisme (LVF). Après s'être battu sur le Front de l'Est, il intègre la Milice française dont il devient délégué général dans le Nord. Après guerre, il est condamné à mort par contumace et finit sa vie en Espagne.

## Biographie

### Durant l'Entre-deux guerres
Né en 1910, François Gaucher est le fils d'un président du tribunal de commerce et est élevé dans une famille bourgeoise. Après ses études primaires, il vient à Paris pour réaliser son droit au Quartier Latin et écrit une thèse remarquée, intitulée Contribution à l'histoire du socialisme français (1905-1933). Une fois avoir obtenu son diplôme de sciences politique et son doctorat en droit, il devient avocat au barreau de Bourges. Ayant déjà fréquenté durant ses études la Ligue d'action universitaire républicaine et socialiste (LAURS) et les Etudiants socialistes, ses convictions socialistes sont déjà assez affirmées pour l'encourager à adhérer à la Section française de l'Internationale ouvrière (SFIO). Il est cependant à noter que, selon le témoignage du résistant Edmond Nessler, il aurait, avant de rejoindre la LAURS, milité comme chemise bleu au sein du Faisceau, parti fasciste fondé en 1925 par Georges Valois, ancien économiste de l'Action française. 
En 1933, au moment de la scission néo-socialiste de la SFIO, Gaucher décide de suivre Barthélemy Montagnon et Marcel Déat en qui il voit "un esprit politique et un organisateur de bon sens". Après être devenu le secrétaire général du Parti socialiste de France-Union Jean Jaurès (PSDF), il le quitte en 1936 pour rejoindre le Parti populaire français (PPF) fondé par Jacques Doriot au sein duquel il rentre au Comité central (1936-1938) et devient responsable régional de la section du Centre. 
Durant la guerre, il est mobilisé comme sergent-chef mitrailleur et participe aux opérations dans la Sarre (Land) pour finir par être nommé sous-lieutenant. 

### Sous la Collaboration
Rallié à Vichy, il entre au ministère de l'Information et de la propagande où il devient chef de cabinet de son directeur Paul Marion et dirige le Bureau d'études du ministère. Par la suite, il devient chef de cabinet et chargé de mission de Jacques Benoist-Méchin. En 1942, il rejoint le Service d'ordre légionnaire (SOL) puis part en 1943 sur le Front de l'Est pour combattre l'URSS avec la LVF en tant que chef des 2e et 3e compagnies du 1er bataillon. Il revient en France comme lieutenant décoré de la croix du mérite puis, en mars 1944, est chargé par Joseph Darnand, avec Jean Bassompierre, de l'organisation de la Milice française en zone nord.  
Au moment de la Libération, il suit Darnand en Allemagne puis en Italie du Nord avant de s'exiler définitivement en Espagne. Il devient directeur d'une école de langues à Madrid et écrit deux livres de théorie politique : Notes politiques écrites en exil et Le fascisme est-il actuel ? avant de mourir en 1990. 

## Publications
- Contribution à l'histoire du socialisme français (1905-1933) thèse pour le doctorat, éditions les Presses modernes, Paris, 1934
- Le Fascisme est-il actuel ?, éditions de la Librairie française (Impr. réunies), Rennes, 1961
- Notes politiques écrites en exil ; suivi de Le fascisme est-il actuel ?, éditions Déterna, Coulomniers, 2007
- Lettre aux fidèles, éditions de l'Homme libre, Paris, 2014
- Les racines idéologiques du fascisme : Notes politiques écrites en exil (suivi de) Le fascisme est-il actuel ?, éditions de l'AEencre, Paris, 2024